# Abadia de Morimond
A Abadia de Morimond (em francês:  Abbaye de Morimond) é um mosteiro da Ordem de Cister localizada em Parnoy-en-Bassigny, Champanha-Ardenas, França.

Morimond foi uma das quatro fundações derivadas da abadia principal de Cister, junto com  Claraval, La Ferté e Pontigny.